# Спокан (Вашингтон)
Спокан (англ. Spokane, вимовляється /spoʊˈkæn/, spō·kăn′) — місто в США, в окрузі Спокан штату Вашингтон. Населення — 208 916 осіб (2010).
Агломерація Спокану друга за населенням у Вашингтоні з населенням 456,2 тис. осіб (2007). До Споканської метрополії також відносять метрополії Кор-д'Аліна у сусідньому штату Айдахо з населенням 134,4 тис. осіб (2007 року).
Розташований над річкою Спокан на 180 км південніше кордону з Канадою і на 32 км східніше кордону з Айдахо. Офіційне призвісько міста «Бузкове місто». Спокан є центром округу Спокан, що визначає його агломерацію.

## Історія
Першим європейцем, що відвідав цю місцевість у 1810 році, був канадець Девід Томпсон. Місто назване за місцевою корінною нацією Спокан, що значить на мові селиш «сини сонця». Місто Спокан-Фолс (Spokan Falls, літера «e» була додана 1883 року, а «Falls» прибраний 1891) було засноване 1871 року. Бурхливий розвиток міста почався з прокладенням 1881 року Північної тихоокеанської залізниці.

## Географія
Спокан має такі координати: 47°40′25″ пн. ш. 117°25′0″ зх. д. / 47.67361° пн. ш. 117.41667° зх. д. (47.673554, -117.416595). За даними Бюро перепису населення США в 2010 році місто мало площу 155,45 км², з яких 153,45 км² — суходіл та 2,00 км² — водойми. В 2017 році площа становила 180,01 км², з яких 178,11 км² — суходіл та 1,91 км² — водойми.

### Клімат
| Клімат Спокану                                      | Клімат Спокану | Клімат Спокану | Клімат Спокану | Клімат Спокану | Клімат Спокану | Клімат Спокану | Клімат Спокану | Клімат Спокану | Клімат Спокану | Клімат Спокану | Клімат Спокану | Клімат Спокану | Клімат Спокану |
| Показник                                            | Січ.           | Лют.           | Бер.           | Квіт.          | Трав.          | Черв.          | Лип.           | Серп.          | Вер.           | Жовт.          | Лист.          | Груд.          | Рік            |
| Абсолютний максимум, °C                             | 16,7           | 17,2           | 23,3           | 32,2           | 36,1           | 40,6           | 42,2           | 42,2           | 36,7           | 30,6           | 21,1           | 15,6           | 42,2           |
| Середній максимум, °C                               | 1,3            | 4,2            | 9,4            | 14,0           | 19,1           | 23,2           | 28,5           | 28,3           | 22,7           | 14,4           | 5,3            | 0,1            | 14,3           |
| Середній мінімум, °C                                | −4,1           | −3,1           | −0,2           | 2,7            | 6,6            | 10,2           | 13,5           | 13,2           | 8,6            | 2,9            | −1,2           | −5,3           | 3,7            |
| Абсолютний мінімум, °C                              | −34,4          | −31,1          | −23,3          | −10            | −4,4           | 0,6            | 2,8            | 1,7            | −5,6           | −13,9          | −29,4          | −31,7          | −34,4          |
| Середня кількість сонячних годин на місяць          | 78,3           | 118,0          | 199,3          | 242,3          | 296,7          | 322,8          | 382,4          | 340,4          | 271,2          | 191,0          | 73,8           | 59,1           | 2575,3         |
| Норма опадів, мм                                    | 45             | 34             | 41             | 33             | 41             | 32             | 16             | 15             | 17             | 30             | 58             | 58             | 421            |
| Днів з опадами                                      | 13,4           | 10,4           | 11,6           | 10,1           | 10,2           | 7,9            | 5,0            | 3,8            | 5,1            | 7,8            | 13,7           | 13,2           | 112,2          |
| Днів зі снігом                                      | 9,0            | 5,0            | 3,9            | 1,1            | 0,4            | 0,0            | 0,0            | 0,0            | 0,0            | 0,3            | 4,9            | 9,8            | 34,4           |
| Вологість повітря, %                                | 82.5           | 79.1           | 70.3           | 61.0           | 58.2           | 53.9           | 44.0           | 45.0           | 53.9           | 66.6           | 82.7           | 85.5           | 65.2           |
| --------------------------------------------------- | -------------- | -------------- | -------------- | -------------- | -------------- | -------------- | -------------- | -------------- | -------------- | -------------- | -------------- | -------------- | -------------- |
| Джерело: NOAA (relative humidity and sun 1961–1990) |                |                |                |                |                |                |                |                |                |                |                |                |                |

## Демографія

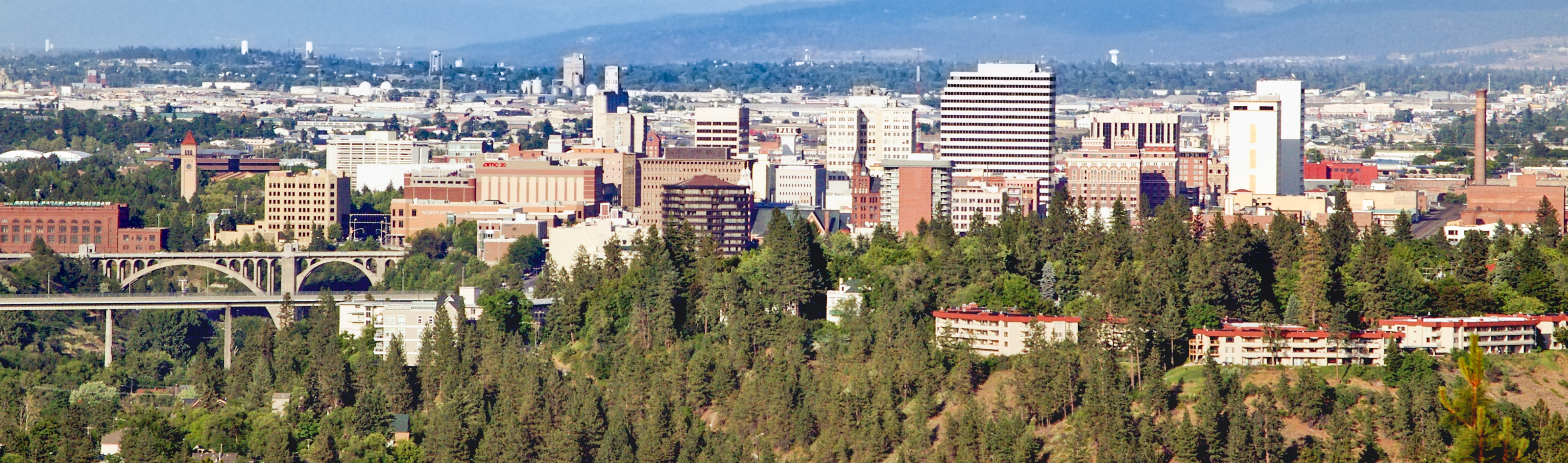

Згідно з переписом 2010 року, у місті мешкало 208 916 осіб у 87 271 домогосподарстві у складі 49 204 родин. Густота населення становила 1344 особи/км². Було 94291 помешкання (607/км²).
Расовий склад населення:
| - 86,7 % — білих - 2,6 % — азіатів - 2,3 % — чорних або афроамериканців - 2,0 % — корінних американців - 0,6 % — вихідців з тихоокеанських островів - 1,3 % — осіб інших рас |

До двох чи більше рас належало 4,6 %. Частка іспаномовних становила 5,0 % від усіх жителів.
За віковим діапазоном населення розподілялося таким чином: 22,4 % — особи молодші 18 років, 64,8 % — особи у віці 18—64 років, 12,8 % — особи у віці 65 років та старші. Медіана віку мешканця становила 35,0 року. На 100 осіб жіночої статі у місті припадало 95,1 чоловіків; на 100 жінок у віці від 18 років та старших — 92,6 чоловіків також старших 18 років.
Середній дохід на одне домашнє господарство становив 57 764 долари США (медіана — 42 386), а середній дохід на одну сім'ю — 71 255 доларів (медіана — 56 203). Медіана доходів становила 44 782 долари для чоловіків та 35 744 долари для жінок. За межею бідності перебувало 19,9 % осіб, у тому числі 25,3 % дітей у віці до 18 років та 10,7 % осіб у віці 65 років та старших.
Цивільне працевлаштоване населення становило 92 893 особи. Основні галузі зайнятості: освіта, охорона здоров'я та соціальна допомога — 27,2 %, мистецтво, розваги та відпочинок — 12,2 %, роздрібна торгівля — 12,0 %.

## Українська громада
Офіційна чисельність українців у окрузі Спокан за переписом 2000 року — 2446 українців. Чисельність росіян того ж року — 5341, є завищенною за рахунок українців, що записалися відомішою американцям нацією[джерело?]. За оцінкою на 2008 рік у місті і в навколішних округах Вашингтону і Айдахо мешкає 7-8 тис. українців.
У місті багато емігрантських п'ятидесятницьких й баптиських церков.

## Міста-побратими
- Нісіномія, Японія (1961)
- Лімерік
- Чечхон
- Гірин
- Сан-Луїс-Потосі
- Кальї

## Відомі люди
- Чарльз Мартін «Чак» Джонс (1912 — 2002) — американський художник-аніматор і режисер
- Пет Мерфі (*1955) — американська письменниця.
- Незабудько Панько (1919 — 2001) — український гуморист, сатирик, фейлетоніст.